# Koirijak
Koirijak fou kan de l'Horda Blava o Horda Oriental (a les fonts perses Horda Blanca) nomenat per Tamerlà en la seva campanya del 1395 poc després de l'anomenada batalla del Terek de l'abril del 1395.
Després de la batalla, Tamerlà va perseguir a Toqtamix; es va aturar al Volga, a un pas anomenat Turatu, on va cridar a Koirijak Oghlan, fill d'Urus Khan i germà de Tuktakia i de Timur Malik, que ja havien estat kans de l'Horda, i el va designar kan de Quiptxaq oriental. Després no torna a ser esmentat i no se sap gairebé res. La situació a l'Horda a l'inici del segle xv és incerta. Hajji Abdul Ghassar diu expressament que Shadibeg va governar a l'oest (vers 1400-1407) mentre Koirijak, que era el seu oncle, ho feia a l'est.